# Kozma István (altábornagy)
Kozma István vitéz, altorjai (Csíkszereda, 1896. szeptember 9. – Budapest, 1951. október 2.) honvéd vezérezredes.

## Életpályája

### A II. világháború alatt
1942. március 1-jén hozták létre a IX. hadtest székelyföldi kirendeltségét, amelyből később megalakult a székely határvédelem, vagyis a határvédelmi erők parancsnoksága. Ennek Kozma István vezérőrnagy lett a parancsnoka. 1944 nyarán az l. magyar hadsereg vereséget szenvedett. Visszavonulási útja a gyors orosz előrenyomulás miatt az Északi–Kárpátokban veszélyeztetetté vált.
Ivan Konyev marsall, az 1. Ukrán Front parancsnoka hatalmas támadást indított az észak-ukrajnai hadseregcsoport ellen és áttörte az 1. és 3. német páncéloshadseregek csatlakozási szárnyát. Július végén a szovjet támadás súlya Nadvornaja irányába helyeződött át, Konyev csapatainak egy része Gyeljatyinon át a Tatár-hágó felé igyekezett. A magyar 7. gyaloghadosztály visszaözönlő katonáit a tisztek, a szolgálati szabályzat rendelkezései szerint meg akarták állítani a pánik elkerülése érdekében. Vörös János utasította Beregfy Károly vezérezredest – aki Nadvornaján át Tatarovba vonta vissza törzsszállását – hogy ha a magyar csapatok vissza kell vonuljanak, csakis a magyar határ irányában, a Kárpátok felé vonulhatnak vissza, akkor is, ha a németek, akiknek az l. magyar hadsereg alá volt rendelve, másként intézkednek. Beregfy ennek eleget is tett. 
A németek intézkedése következtében Beregfynek csak a VI. hadtest maradt a VII. hadtest egy részének visszaözönlő katonáival. Az orosz csapatok július 25-én estére elfoglalták Nadvornaját. Az oroszok a 2. páncéloshadosztály üzemanyaghiány miatt épségben hátrahagyott páncélosait Kolomijába vitték, s ott díszmenetben felvonultatták őket a zsákmányoló szovjet alakulat parancsnoksága előtt. A szovjetek áttörték a Hunyadi állást is. Farkas Ferenc altábornagy vette át a maradék l. hadsereg parancsnokságát, erélyesen konszolidálta a helyzetet. Az 1. Ukrán Front balszárnyán harcoló 18. gárdahadsereg és 38. hadsereg megelégedett a magyar hadsereg arcvonalának áttörésével. Kellemetlenül lepte meg őket a magyarok váratlan ellenállása. A Tatár hágóhoz vezető műút mentén július utolsó napjaiban a Andrej Grecsko vezérezredes vezette 18. gárdahadsereg többször próbálkozott előretöréssel, de Gyeljakin és Mikulina között a magyar 25. hadosztály elállta az útját. 
Bár voltak ott is nehéz pillanatok, pánikjelenségek, a Kozma István vezérőrnagy által vezetett seregtest megállta a helyét. Ez a hadosztály fedezte hosszabb ideig a stratégiailag igen fontos Tatár-hágót, ahol augusztus első hetében nemcsak a VI. hadtest, hanem az északra szorult VII. hadtest több egysége is átjuthatott a Kárpátokon.  Augusztus első napjaiban egy német hadosztály és a 2. magyar hegyidandár segített megerősíteni a Kárpátok védelmét és felvonulóban volt a III. hadtest is, amelyeknek fő feladata az Uzsoki-, a Vereckei- és a Tatár-hágó biztosítása volt. 
A Magyar Világhíradó 1069-es számú, 1944 augusztusi kiadásában elhangzottak szerint: 
„Büchnau német altábornagy látogatást tett honvédségünk arcvonalán, a Kárpátok előterében. A törzskar megbeszéli a hadi helyzetet és előkészíti a támadást. A honvédgyalogság a tüzérség támogatásával, hagyományos vitézséggel állja útját a hazánk ellen törő bolsevista rohamoknak. Vitéz Kozma István vezérőrnagy meglátogatja csapatait és ellenőrzi azok ellátását. A harcban hősiesen küzdött honvédek megkapják jól megérdemelt kitüntetéseiket.”
A nyilas hatalomátvételt követően Kozma István altábornagyként leváltását és várakozási állományba helyezését kérte.
Kozma István a nyugati hadifogságból 1945 végén jött vissza Magyarországra. Már december 29-én szolgálattételre jelentkezett a Honvédelmi Minisztériumban, de nem várta meg a személyével kapcsolatos döntést, vízvezeték-szerelő segédmunkásként helyezkedett el. 1946-ban személyi tartalékba vették a honvédségnél, de mindjárt bélistázták is. 1947 áprilisában ügyét felülvizsgálták, és tudására, gyakorlati tapasztalatára való tekintettel visszavették a honvédségbe. A 2. honvédkerület parancsnoka lett Pécsett, altábornagyi rendfokozattal. 1948 szeptemberében – a magyar honvédség megalakulásának századik évfordulóján – a hadsereg fejlesztésében szerzett érdemeinek elismeréséül a Magyar Köztársaság Érdemrend tiszti keresztjével tüntették ki. 1949 áprilisában ismét magas kitüntetést kapott. 1949. június 1-jén kinevezték a Hadiakadémia parancsnokává. Innen négy hónap múlva – minden megokolás nélkül – visszahívták, nyugdíjba küldték. 1950. február 19-én éjjel az ÁVH letartóztatta. A katonai bíróság „folytatólagosan elkövetett háborús bűntettért” halálra ítélte.

### Kivégzése és rehabilitációja
1951. október 2-án kivégezték. 1990-ben rehabilitálták. Rajta kívül a háború után a több mint négyszáz magyar tábornok és törzstiszt közül további tizenkettőt halálra itélték Magyarországon. 1991. március 15-én posztumusz vezérezredessé nevezték ki.